# RAF Waddington
RAF Waddington, est une base de la Royal Air Force située à côté du village de Waddington, à 6,7 kilomètres au sud de Lincoln, dans le Lincolnshire, en Angleterre.
Cette station est le centre ISTAR de la RAF. Elle abrite une flotte d’aéronefs composée des avions Sentry AEW1, Sentinel R1, Shadow R1 et RC-135W Rivet ainsi que de la base opérationnelle des MQ-9 Reaper de la RAF.
L’insigne de la station représente la cathédrale de Lincoln qui traverse les nuages avec la devise «Pour la foi et la liberté».

## Historique

### Première Guerre mondiale
RAF Waddington a ouvert ses portes en tant que base d’entraînement au pilotage du Royal Flying Corps en 1916. Les étudiants-pilotes, y compris les membres de l’armée américaine, ont appris à piloter une variété d’aéronefs. La station passa sous le contrôle de la Royal Air Force lors de sa création le 1er avril 1918. Elle fonctionna jusqu'en 1920, date à laquelle elle fut mise en sommeil.
Pendant et après la Première Guerre mondiale, les escadrons suivants ont opéré à partir de Waddington.
- Le No. 82 Squadron RFC entre le 30 mars 1917 et le 17 novembre 1917, utilisant des Armstrong Whitworth F.K.8, avant de déménager à Saint-Omer en France[2].
- Le No. 97 Squadron RFC entre le 1er décembre 1917 et le 21 janvier 1918, sans aucun aéronef, avant de s’installer à Stonehenge, dans le Wiltshire[3].
- Le 23 septembre 1917, le No. 105 Squadron RFC s'est formé sur l'aérodrome. Il a effectué divers vols et est resté jusqu'au 3 octobre 1917, date à laquelle il a été transféré à Andover, dans le Hampshire[4].
- Le No. 117 Squadron RFC s'est formé à Waddington le 1er janvier 1918, utilisant divers avions, il est resté en place jusqu'au 3 avril 1918, date à laquelle l'escadron a été transféré à Hucknall dans le Nottinghamshire[5].
- Le No. 123 Squadron RFC s'est formé sur l'aérodrome le 1er février 1918 et a utilisé divers aéronefs avant de s'installer à Duxford dans le Cambridgeshire le 1er mars 1918[6].
- Le No. 23 Squadron RAF entre le 15 mars 1919 et le 31 décembre 1919, sans aéronef, avant d'être dissous[7].
- Le No. 203 Squadron RAF, entre le 27 mars 1919 et décembre 1919, sans aéronef, avant de passer sur la base RAF Scopwick (aujourd'hui RAF Digby (en)), également dans le Lincolnshire[8].
- Le No. 204 Squadron RAF, à partir du 11 février 1919, sans aéronef, jusqu'au 31 décembre 1919, date de sa dissolution[8].

### Période de l'entre-deux-guerres
Dans le cadre du programme d’agrandissement d’avant-guerre, le site de Waddington devait être transformé en une base de bombardiers entièrement équipée. Il a rouvert comme base de bombardiers le 12 mars 1937, le No. 50 Squadron arrive le même jour avec ses Hawker Hind, puis des Handley Page Hampden. Le No. 110 Squadron est arrivé 15 jours plus tard avec des Hind, avant de passer sur Bristol Blenheim. Le 7 juin 1937, le No. 88 Squadron se reforma à Waddington avec des Hind avant de s’installer sur la RAF Boscombe Down dans le Wiltshire le 17 juillet 1937. Le 16 juin 1937, le No. 44 Squadron a quitté la RAF Andover (en) avec des Blenheim, avant de passer sur Avro Anson et sur Hampden en février 1939. En mai 1939, le No. 110 Squadron partit pour la RAF Wattisham dans le Suffolk et le No. 50 Squadron partit l'année suivante pour être transféré sur la RAF Lindholme dans le South Yorkshire,.

### Deuxième Guerre mondiale

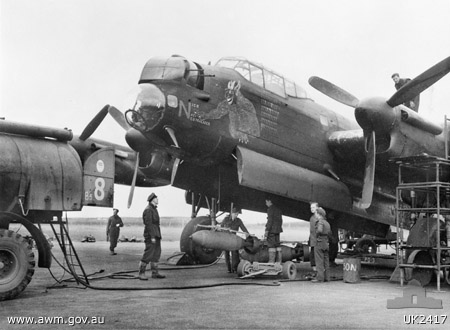
Un Avro Lancaster du No. 463 Squadron de la RAAF sur la RAF Waddington en 1944. Il a effectué soixante-sept missions et est revenu à deux reprises en toute sécurité avec la moitié de la queue de l’avion abîmée.

La RAF Waddington a entamé la Seconde Guerre mondiale en abritant les Hampden du No. 44 Squadron et du 50 Sqn. Les deux escadrons étaient en action le jour même de la déclaration de guerre de la Grande-Bretagne, attaquant des cibles navales allemandes à Kiel,. Les escadrons de Waddington ont également participé aux phases critiques de la fin de l'été et du début de l'automne 1940, en attaquant des barges dans les ports de la Manche qui étaient en train d'être assemblés dans le cadre de la flotte d'invasion.
En novembre 1940, ce fut la première base à recevoir le bombardier lourd Avro Manchester.
Le 2 mars 1942, le No. 44 Squadron a été le premier du RAF Bomber Command à voler de manière opérationnelle avec l'Avro Lancaster au départ de Waddington. Le BT308, premier prototype de Lancaster (ou Mk III Manchester), est arrivé à Waddington en septembre 1941 pour des essais en vol. Semblable à la RAF Scampton, la base faisait partie du 5 Group.
Le 7 avril 1943, sept Lancaster du No. 44 Squadron ont décollé de Waddington dans le cadre de l'opération Margin, une opération de bombardement de l'usine de moteurs MAN de sous-marins à Augsburg, en Allemagne. L’escadron a ensuite quitté Waddington le 31 mai 1943 pour se rendre sur la RAF Dunholme Lodge, également dans le Lincolnshire.

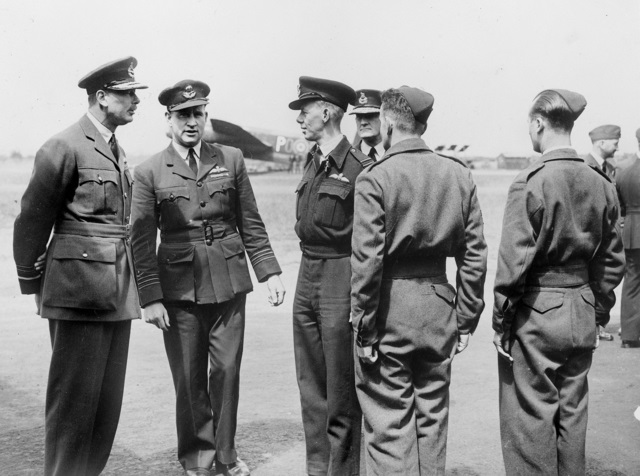
Lors de sa visite à la RAF Waddington en juin 1944, le prince Henry, duc de Gloucester, rencontre les équipages du No.467 Squadron RAAF.

Pendant la Seconde Guerre mondiale, on sait que les escadrons suivants ont opéré à partir de Waddington.
- Le No. 97 Squadron, reformé le 25 février 1941 sur Avro Manchester avant de s'installer à proximité de RAF Coningsby, le 10 mars 1941[3].
- Le No. 9 Squadron est arrivé le 7 août 1942, initialement avec des Vickers Wellington III, avant de passer aux Lancaster I et III en septembre 1942. L'escadron a été transféré sur la RAF Bardney, également dans le Lincolnshire, le 14 avril 1943[16].
- Le No. 142 Squadron était présent du 15 juin 1940 au 3 juillet 1940 avec des Fairey Battle avant de s'installer sur la RAF Binbrook, dans le Lincolnshire également[17].
- Le No. 207 Squadron est réformé à Waddington le 1er novembre 1940 avec un renfort d'Hampden Hampden pendant un mois en juillet 41. L'escadron passe sur la RAF Bottesford le 17 novembre 1941[18].
- Le No. 420 Squadron de l'Aviation royale canadienne (ARC) est formé le 19 décembre 1941 avec des Hampden avant de passer sur la RAF Skipton-on-Swale dans le North Yorkshire le 7 août 1942[19].
- Le No. 463 Squadron de la Royal Australian Air Force (RAAF) se forme sur l’aéroport le 25 novembre 1943 avec des Lancaster I et III avant de s’installer sur la RAF Skellingthorpe à Lincoln le 3 juillet 1945[20].
- Le No. 467 de la RAAF était présent du 13 novembre 1943 au 15 juin 1945 avec des Lancaster Mks I et III. L’escadron s’est ensuite rendu à proximité de la RAF Metheringham[20].
- Le No. 617 Squadron était présent du 17 juin 1945 au 19 janvier 1946 avec le Lancaster VII-FE avant de passer sur la RAF Digri au Pakistan[21].

### Guerre froide
Pendant la guerre froide, la RAF Waddington est devenue une base de bombardiers Avro Vulcan, le No. 83 Squadron fut le premier dans la RAF à recevoir le Vulcan en mai 1957. Il a conservé ce rôle jusqu’en 1984, date à laquelle le dernier escadron, le No. 50 Squadron, fut dissous. À partir de 1968, la dissuasion nucléaire britannique fut transférée aux sous-marins dotés de MSBM Polaris, à commencer par le HMS Resolution.
En août 1960, la base a mis au point la technique sudsmobile consistant à poser un tapis de mousse (914 m x 27 m) en une demi-heure environ pour un atterrissage sur le ventre. Auparavant, il avait fallu environ trois heures pour poser un tapis en mousse sur la piste. Un Canberra anglais de la RAF Wyton a atterri dessus le 23 août 1960, sous l'escorte d’un Handley Page Victor le 5 décembre 1960.

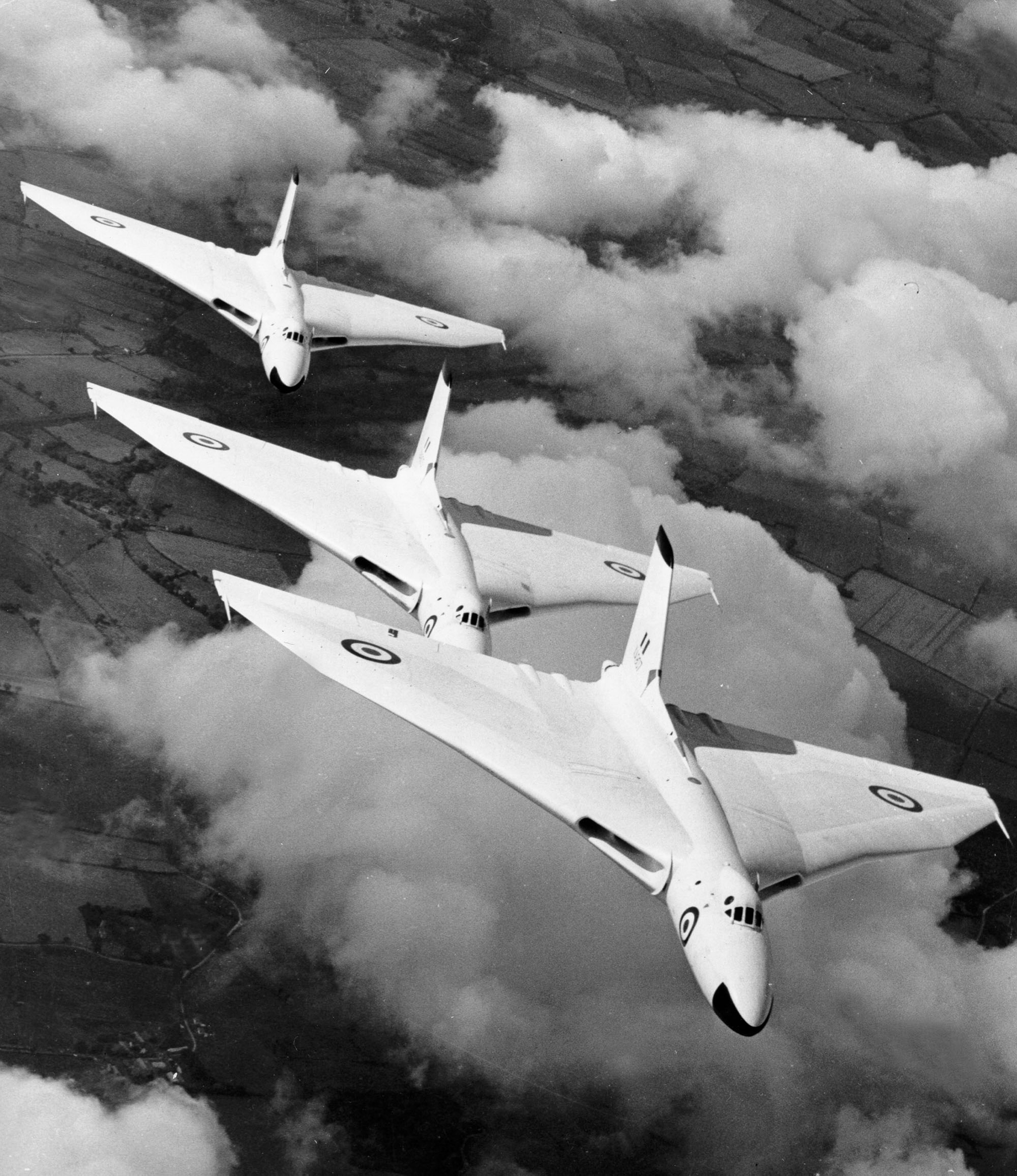
Bombardiers Avro Vulcan de la RAF Waddington volant en formation en 1957.

Le cinquantième anniversaire de la RAF a été célébré sur la base le 1er avril 1968, principalement parce que le dernier Lancaster volant de la RAF était basé sur l'aérodrome du milieu des années 1960 jusqu'en 1970, date à laquelle il a été temporairement transféré à Hendon.
Pendant la guerre froide, les escadrons suivants ont opéré à partir de Waddington.
- Le No. 9 Squadron, avec des Avro Vulcan B.2 entre 1975 et avril 1982, date à laquelle il fut dissous, avant de se reformer sur la RAF Honington dans le Suffolk en tant que premier escadron opérationnel sur Panavia Tornado GR1.
- Le No. 12 Squadron, entre le 26 juillet 1946 et le 18 septembre 1946, d'abord avec des Lancaster I et III, avant de passer à l'Avro Lincoln B.2 et de partir sur la RAF Binbrook[23].
- Les No. 21 Squadron et No. 27 Squadron, qui étaient tous deux présents du 26 mai 1955 au 31 décembre 1957 avec des Canberra B.2 avant d’être dissous[24],[25].
- Le No. 44 Squadron, entre le 10 août 1960 et le 21 décembre 1982, date à laquelle ils ont été dissous. L’escadron a utilisé des avions Avro Vulcan B.1 et B.2[12].
- Le No. 50 Squadron, basé à Waddington à partir du 26 janvier 1946 avec des Lincoln B.2 avant d’être dissous le 31 janvier 1951[9]. Il s'est reformé sur l'aérodrome le 1er août 1962 et exploitait des Vulcan B.1, B.2 et B.2K avant d'être dissous le 31 mars 1984[9].
- Le No. 57 Squadron, entre le 7 octobre 1946 et le 4 avril 1951, avec des Lincoln B.2 avant de partir sur la RAF Marham à Norfolk, l'escadron est revenu le 4 juin 1951 avec le Washington B.1 avant de repartir le 2 avril 1952 pour la RAF Coningsby[26].
- Le No. 61 Squadron à partir du 25 janvier 1946 avec des Lancaster I et III avant d’être remplacés par des Lincoln B.2. L'escadron partit le 6 août 1953 pour se rendre sur la RAF Wittering, dans le Cambridgeshire[27].
- Le No. 83 Squadron, à partir du 21 mars 1957 avec des Vulcan B.1 avant d’être réduit à un escadron sans avion et de partir sur la RAF Scampton le 10 août 1960[2].
- Le No. 101 Squadron à partir du 26 juin 1961 avec lds Vulcan B.1 et B.2 avant d’être dissout le 4 août 1982[4].

### Guerre des Malouines

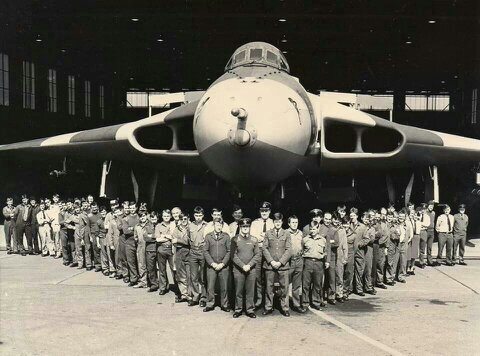
Le personnel de la RAF devant un Avro Vulcan sur la RAF Waddington avant le déploiement de l'avion aux Malouines.

Pendant la guerre des Malouines, l'opération Black Buck a vu trois aéronefs et des équipages de Waddington participer à un raid de bombardement à longue portée sur l'aérodrome de Port Stanley, dans les îles Malouines. Les trois Vulcan B2, du No.44 Squadron, du No.50 Squadron et du No.101 Squadron, avaient vingt-deux ans et ont été sélectionnés pour leurs moteurs plus puissants Olympus 301. Le plan compliqué de ravitaillement en vol, impliquait 14 tankers Handley Page Victor K.2, n’a été envisagé que par la conviction de Sir Mike Beetham, alors chef d’état-major de la Force aérienne, qui avait mis au point la capacité de ravitaillement en vol de la RAF avec des Vickers Valiant du No.214 Squadron de la RAF Marham en 1959. Des pièces de rechange pour l'opération ont été réquisitionnées auprès de scrapyards de Newark-on-Trent et de musées militaires. La navigation provenait du système de navigation par inertie Delco Carousel, jamais utilisé auparavant par la RAF. Les ravitailleur Victors provenait des No.55 Squadron et No.57 Squadron de la RAF Marham. Plus tard, en 1982, il y a eu un camp de femmes pour la paix en dehors de la base pendant cinq mois.
Le Tactical Fighter Meet 1986 a eu lieu à la base en août 1986 et utilisait la RAF Spadeadam comme cible d'entraînement.

### Années 1980 - 1990
Au milieu des années 1980, la base accueillit les avions du système de contrôle et d'alerte aéroporté (AWACS) depuis leur base principale (avec 18 avions AWACS), installés à Geilenkirchen, en Rhénanie. La RAF a utilisé ces appareils jusqu'à ce qu'elle achète sa propre flotte AWACS, qui devait entrer en service en 1991.
Au cours de la guerre du Golfe de 1991, les victimes américaines ont été transportées à l'hôpital militaire Nocton Hall de l'US Air Force depuis la base.
En 1993, le seul bombardier Avro Vulcan de la RAF entretenu par la RAF Waddington pour des démonstrations en vol, le XH558, a été mis hors service en raison de contraintes budgétaires liées à l'aérodrome de Bruntingthorpe. Il fut repris par la suite le groupe Vulcan to the Sky Trust pour le présenter sur les meetings aériens.
L'élément de soutien opérationnel pour la guerre électronique (EWOSE - maintenant connu sous le nom de Air Warfare Centre) a été transféré de la RAF Wyton à Waddington en mars 1995.

### 21esiècle
Tous les escadrons opérationnels basés sur la RAF Waddington ont été répartis vers d'autres aérodromes en juillet 2014, lorsque la piste a été fermée pour rénovation. Le projet, évalué à 35 millions £ et qui devrait durer 12 mois, a duré 26 mois, la piste a été rouverte officiellement aux aéronefs en novembre 2016. Les travaux devraient augmenter de 25 ans la capacité opérationnelle de la piste et de l'aérodrome.

## Rôle et opérations

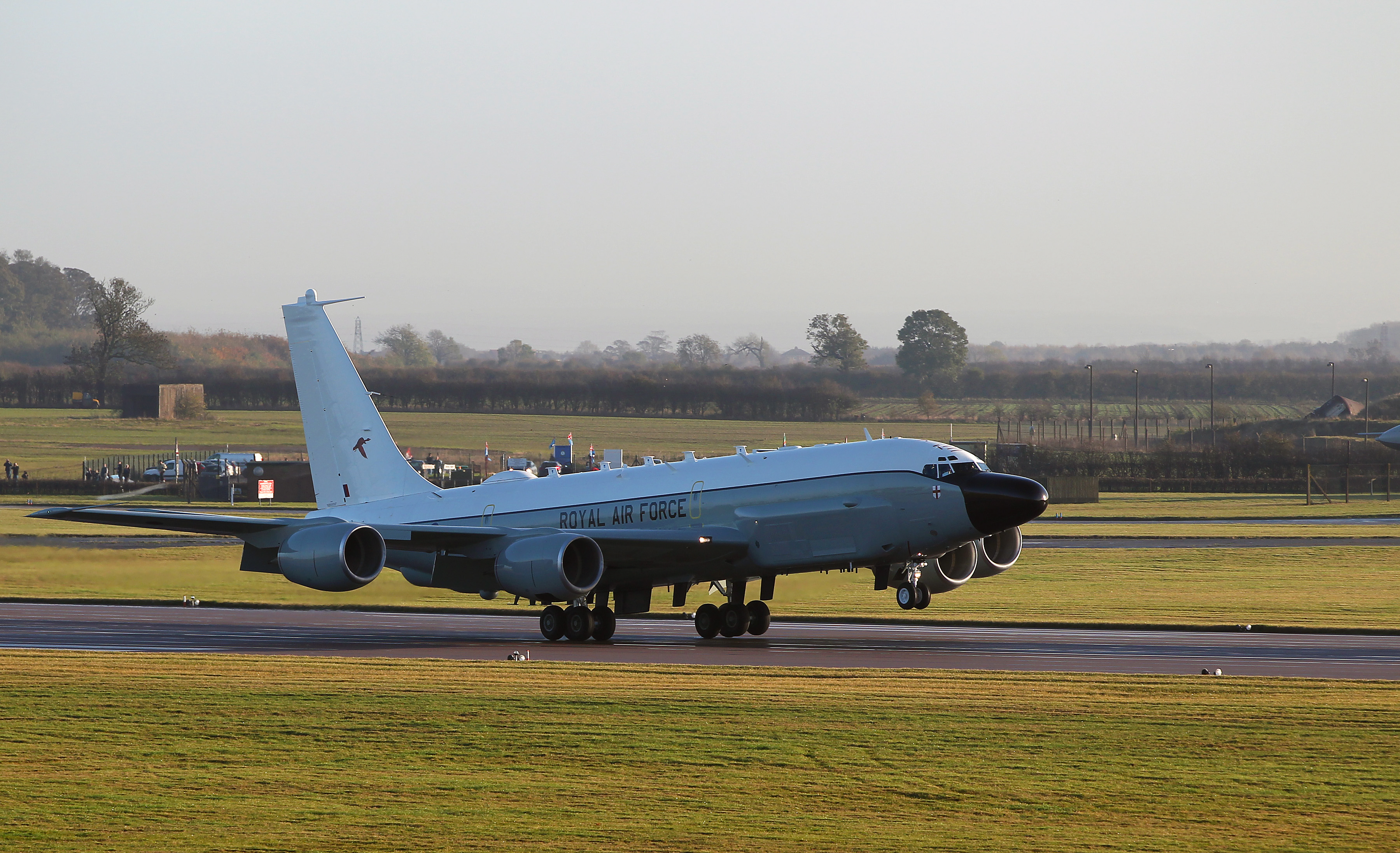
Le premier Boeing RC-135W de la RAF arrive sur la RAF à Waddington en novembre 2013.

La RAF Waddington est la plaque tournante ISTAR (acquisition et reconnaissance de cibles de surveillance du renseignement) de la RAF. Elle abrite une flotte d'aéronefs composée des avions Sentry AEW1, Sentinel R1, Shadow R1 et RC-135W Rivet ainsi que de la base opérationnelle de les MQ-9 de la RAF.
La No. 1 Intelligence Surveillance Reconnaissance Wing a été créée le 1er avril 2016. Elle regroupe le personnel et les capacités du Tactical Imagery Intelligence Wing (TIW) de la RAF Marham, le No. 54 Signals Unit de la RAF Digby et le No.5 (AC) Squadron. Waddington abrite le quartier général de l'escadre.
L'Ambulance aérienne du Lincolnshire & du Nottinghamshire, utilisant un AgustaWestland AW169 (auparavant un MD-902 Explorer), a commencé à opérer à partir de la base en 1994 et fournit un service médical d'urgence par hélicoptère dans le Lincolnshire et le Nottinghamshire.
Il y a une zone d'observation des avions en plein air à l'est de la route A15, près de l'extrémité nord de la piste.
Les visites de courte durée de différentes escadrilles de chasse de l'OTAN et de la Suisse avaient l'habitude de générer occasionnellement du bruit et de l'intérêt, car l'aérodrome était idéalement placé pour les champs de tir au-dessus de la mer du Nord. Cependant, avec la fermeture de la zone de manœuvre de combat aérien (ACMI), ces visites ont cessé.

## Unités actuelles

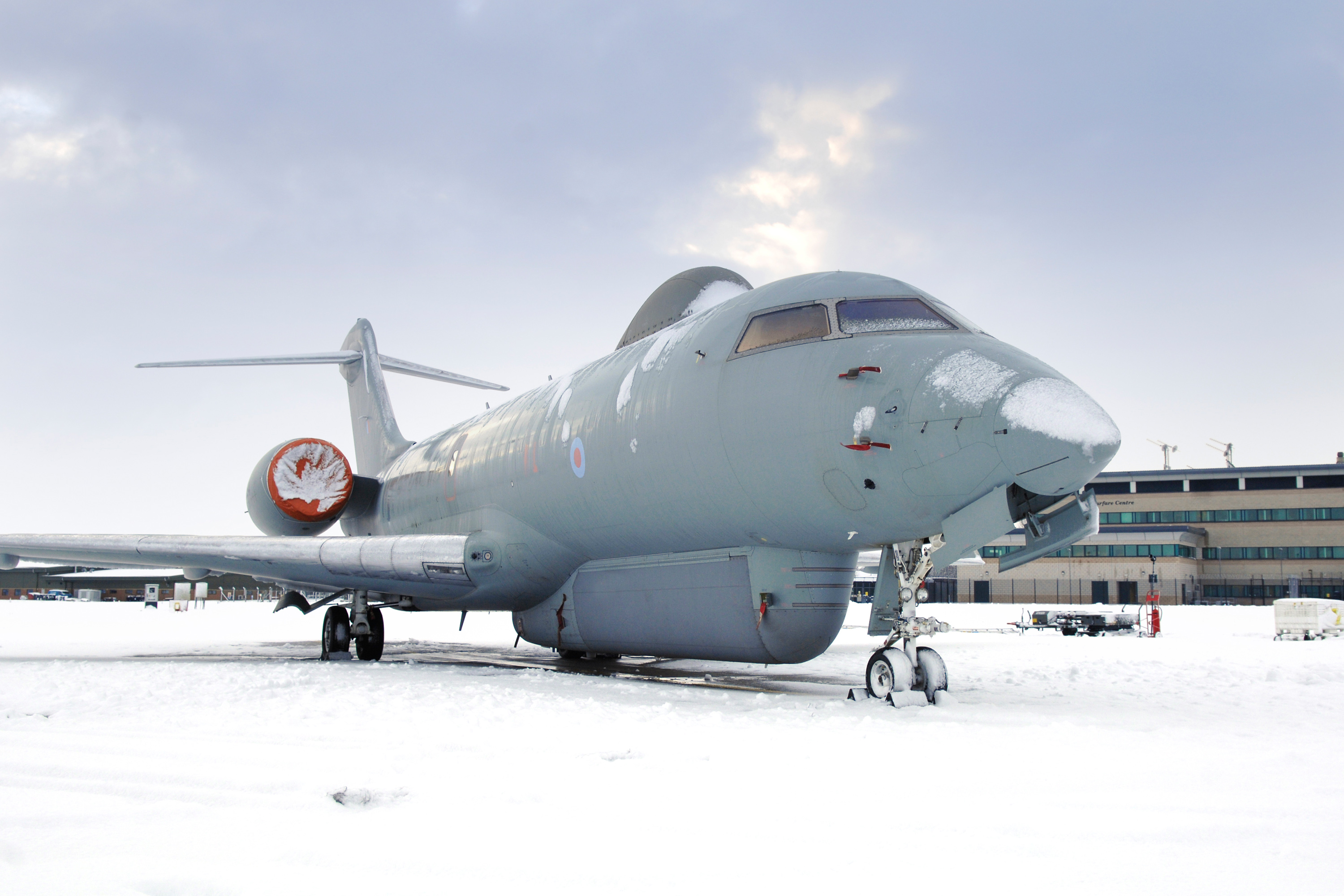
Un Raytheon Sentinel R1 du No.5 (AC) Squadron sur la RAF Waddington après une forte chute de neige en novembre 2010.

Les unités aériennes et non aériennes notables suivantes sont basées à la RAF Waddington,,.

### Royal Air Force
No. 1 Group (Air Combat) RAF
- No. 1 Group ISTAR Force Headquarters (ISTAR FHQ)
- No. 1 Intelligence Surveillance Reconnaissance Wing (1 ISR Wg)
  - No. 1 ISR Wing Headquarters
  - No. 1 ISR Squadron
  - No. 2 ISR Squadron
- No. 5 (Army Co-operation) Squadron – Sentinel R1
- No. 8 Squadron – Sentry AEW1
- No. 13 Squadron – MQ-9A Reaper
- No. 14 Squadron – Shadow R1
- No. 39 Squadron – MQ-9A Reaper
- No. 51 Squadron – RC-135W Rivet Joint
- No. 54 Squadron – ISTAR Force Operational Conversion Unit (OCU)

No. 2 Group (Air Combat Support) RAF
- Intelligence Reserve Wing
  - No. 7006 (VR) Intelligence Squadron (Royal Auxiliary Air Force)
  - No. 7010 (VR) Photographic Interpretation Squadron (Royal Auxiliary Air Force)
  - No. 7630 (VR) Intelligence Squadron (Royal Auxiliary Air Force)
- No. 8 RAF Force Protection Wing
  - No. 8 Force Protection Wing HQ
  - No. 5 RAF Police Squadron
  - No. 2503 (County of Lincoln) Squadron (Royal Auxiliary Air Force) Regiment

RAF Air Warfare Centre (en)
- Air Warfare Centre Headquarters
- No. 56 Squadron – ISTAR Operational Evaluation Unit (OEU)
- No. 92 Tactics and Training Squadron
- Joint Electronic Warfare Operational Support Centre

Autres unités de la RAF
- Air Battlespace Training Centre (ABTC)
- E-3D Software Support Team (SST)
- RAF Waddington Voluntary Band

Les éléments déployables de la structure de la base constituent le noyau du No. 34 Expeditionary Air Wing.

### British Army
Royal Engineers (8 Engineer Brigade, 12 (Force Support) Engineer Group)
- 20 Works Group Royal Engineers (Air Support)
  - 531 Specialist Team Royal Engineers (Airfields) (STRE)[34]

### Civils
- Lincolnshire & Nottinghamshire Air Ambulance - AgustaWestland AW169[35].
- RAF Waddington Flying Club - Cessna 152, Cessna 172 and PA-28[36].

## Future

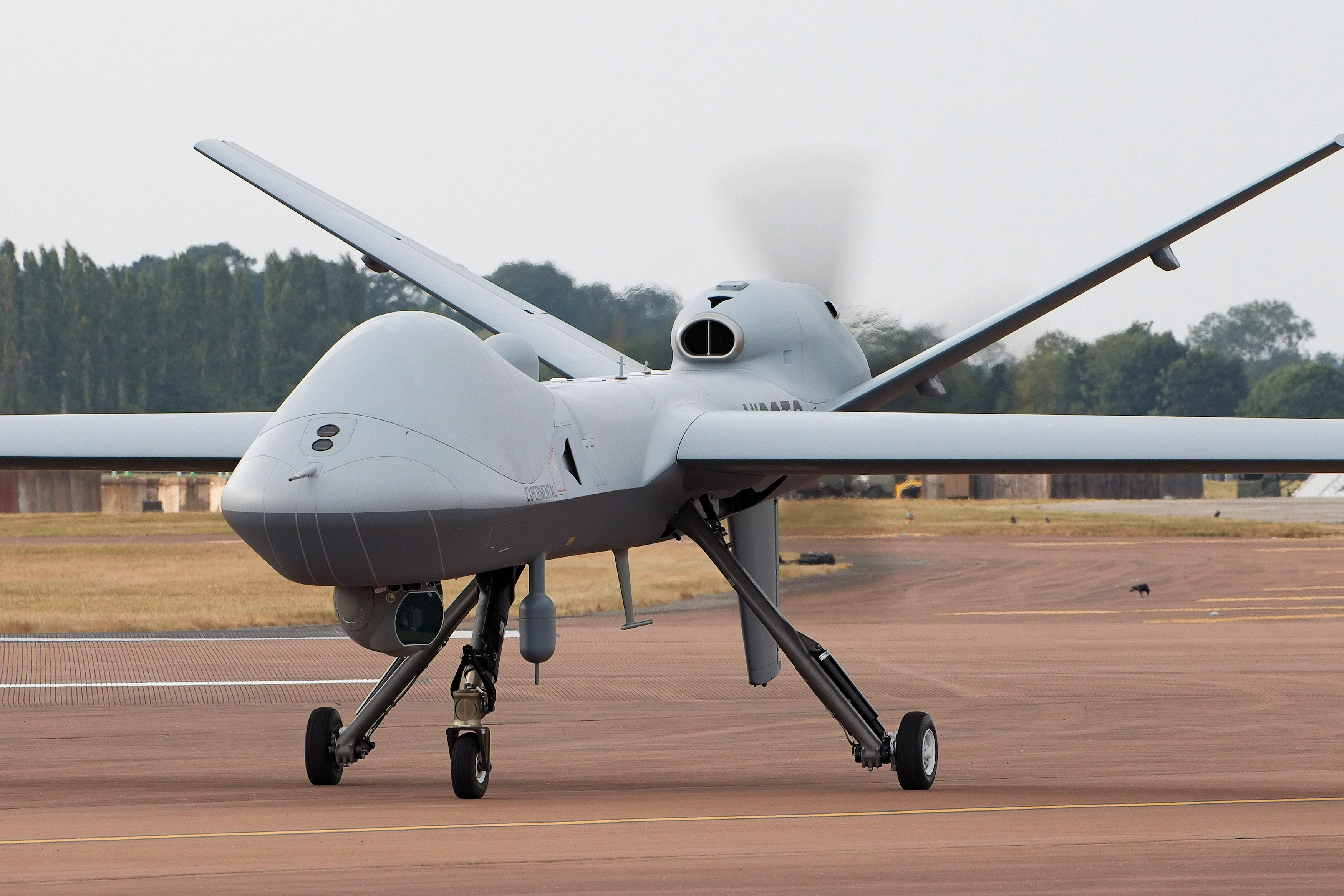
MQ9B Sky Guardian

Le General Atomics MQ-9B, un système aérien piloté à distance (RPAS), appelé Protector RG1 dans la RAF, sera basé à la RAF Waddington. Le premier escadron à exploiter le Protecteur devrait être le No. 31 Squadron. Un nouveau hangar, des installations de soutien et des logements pour les équipages seront construits à Waddington pour un coût de 93 millions de £.

## Stèles

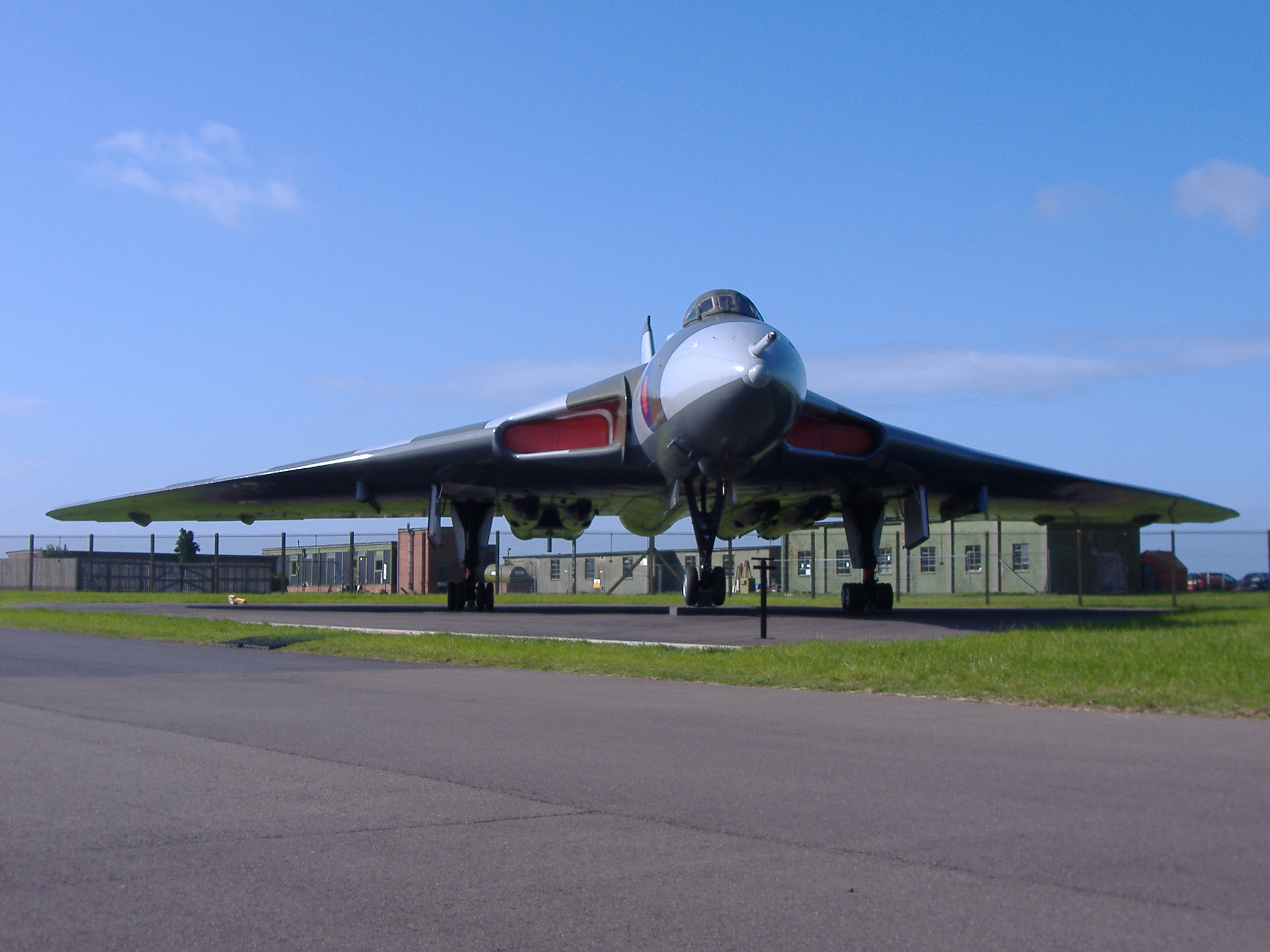
Avro Vulcan XM607, stèle sur la RAF Waddington.

- La stèle de la RAF Waddington est l'Avro Vulcan XM607, l’un des trois bombardiers Vulcan (XM597, XM598, XM607) qui ont pris part aux raids de l’opération Black Buck entre avril et juin 1982 pendant la guerre des Malouines. Le XM607 était stationné à Waddington et participait aux raids commandés par le pilote Martin Withers (missions 1 et 7) et par le chef d'escadron John Reeve (mission 2)[38]. En 1984, avec tous les autres Vulcans restants, le XM607 a été mis hors service, et a été préservé en tant que stéle à Waddington[38].
- Un Hawker Hunter F.6A joue le rôle de stèle à l’extérieur des installations du No. 8 Squadron à Waddington[39].

## Waddington International Air Show

### Inauguration en 1995
Le premier meeting aérien international de la RAF à destination de Waddington a eu lieu sur la RAF Waddington en 1995, après que l'événement eût été déplacé de Finningley, une base de la RAF située à l'est de Doncaster (aujourd'hui l'aéroport Robin Hood de Doncaster Sheffield), qui a été fermée en 1995. Cette année-là, le meeting aérien international de la RAF à Waddington est devenu le plus important de tous les spectacles aériens de la Royal Air Force. Il s'est déroulé le premier week-end de juillet et a attiré plus de 140 000 visiteurs en présentant des forces aériennes du monde entier. Le but principal du meeting était de sensibiliser le public et de le faire connaître la RAF et son rôle aujourd'hui. Quatre-vingt-cinq pour cent (85%) des recettes de l'événement ont été distribuées aux deux principaux organismes de bienfaisance de la RAF; le Fonds de bienfaisance et l'association de la RAF; les 15% restants ont été donnés à des causes locales dignes. Depuis sa création en 1995, le meeting aérien a permis de collecter plus de 2 700 000 £ pour le compte des services et des associations caritatives locales.

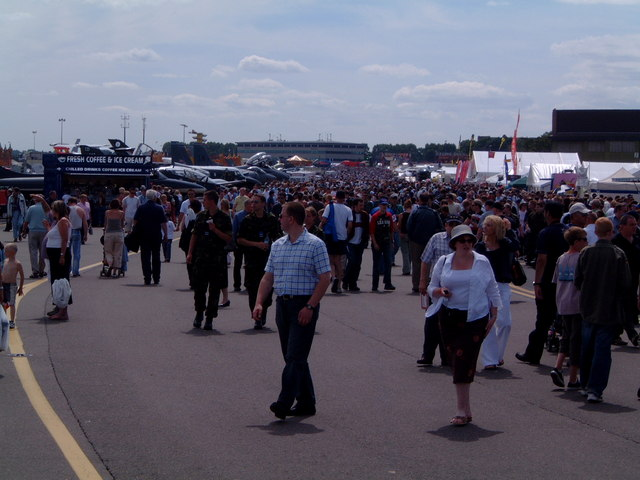
Meeting aérien de Waddington en 2002 avec le Air Warfare Centre au loin.

### 2010

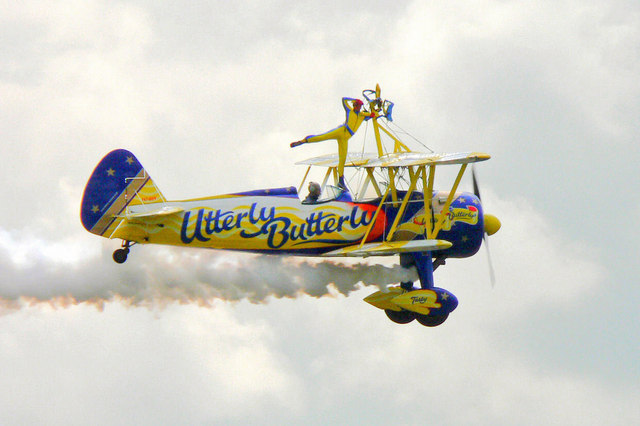
Marche sur aile sur un Boeing-Stearman modèle 75 en juillet 2005

Le meeting aérien de 2010 s'est déroulé le week-end des 3 et 4 juillet. Les thèmes principaux étant le 90e anniversaire du premier meeting aérien de la RAF, sur la RAF Hendon; le 70e anniversaire de la bataille d'Angleterre et les 35 ans du Système de détection et de commandement aéroporté. L’exposition en vol comprenait le Vulcan XH558, de nombreux exposants et avions habituels mais également des équipes de présentation qui n’étaient jamais venues à Waddington, notamment les Türk Yıldızları et les Czech Saab JAS 39 Gripen et Alca L-159.

### 2011
Le meeting aérien de 2011 s'est tenu les 2 et 3 juillet sur le thème «La puissance aérienne - Passé, présent et futur». Plusieurs expositions intérieures et extérieures reflétaient ce thème, notamment une nouvelle expérience audiovisuelle dans le hangar principal. Les visiteurs ont pu découvrir les opérations en cours de la RAF à l'étranger, les équipements de la RAF et du personnel de la RAF, dévoués à leurs rôles au sein de la Royal Air Force. L’équipe de présentation de la USAF, les Thunderbirds, a également participé. Les affiches comprenaient les Red Arrows, la Team Viper, le Belgian F16 solo, l'Avro Vulcan XH558, les Royal Jordanian Falcons, ainsi que de nombreux autres.
Les expositions statiques comprenaient plus de 100 avions, 250 stands commerciaux, deux hangars d’exposition et le concept de village militaire où tous les services sont présentés, la présentation de l’école Waddington SERE (survivre, déjouer, résister, extraire).

### 2012
Le meeting aérien de 2012 (30 juin / 1er juillet 2012) a attiré plus de 130 000 visiteurs sur la RAF Waddington, du Royaume-Uni et d'ailleurs. Célébrant le centenaire de l’école de pilotage centrale "Combat ISTAR" et l’Année du Lincolnshire Aviation, le spectacle aérien a présenté plus de 210 avions. Vingt pays ont pris part à l'événement, avec la première apparition au Royaume-Uni d'un Boeing Wedgetail de la RAAF et la première apparition en Europe de l'équipe de présentation des Black Eagles (en) de Corée du Sud. L'équipe a remporté le prix de la meilleure présentation en vol.

### 2013

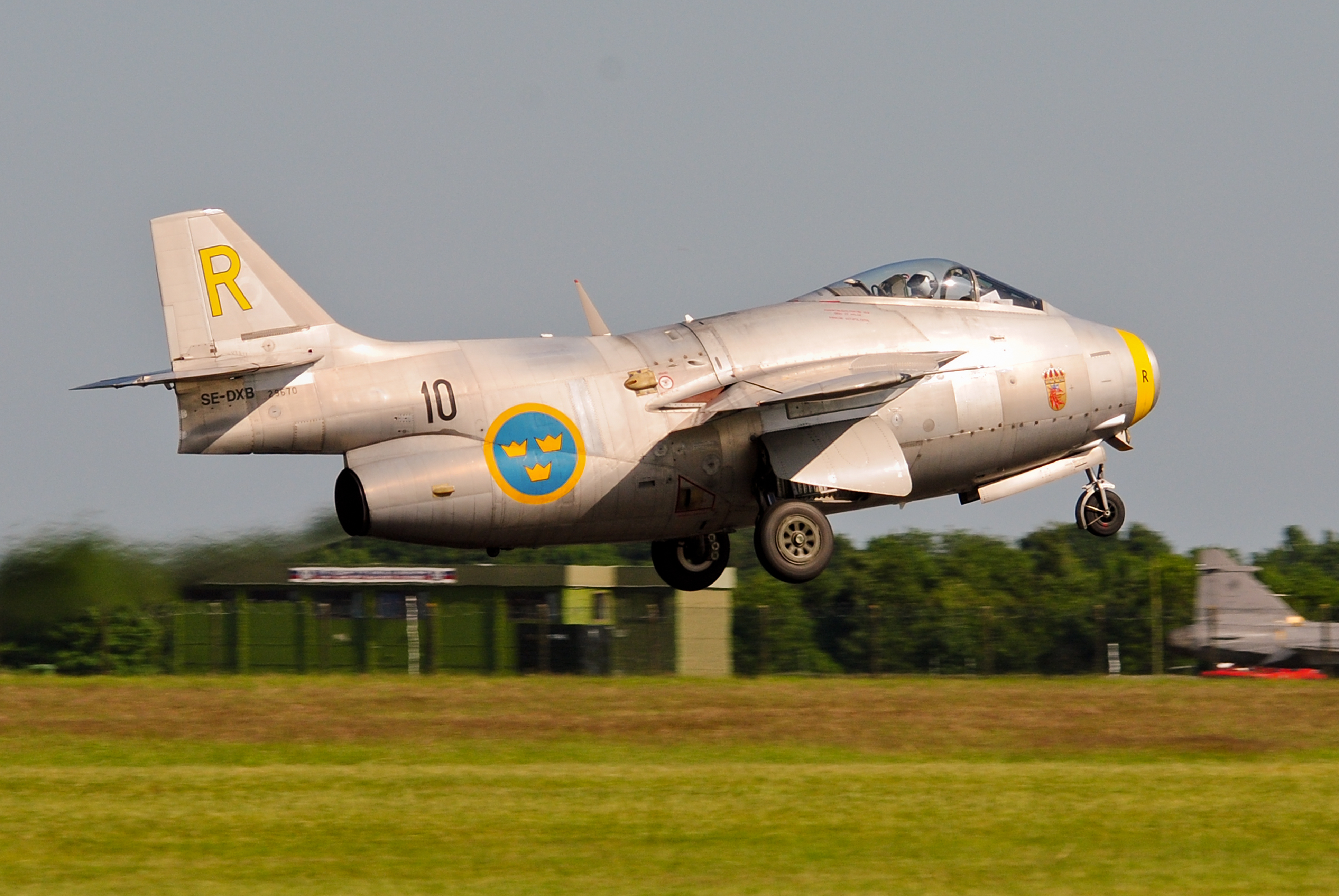
Saab J-29 Tunnan, Armée de l'Air suédoise. RAF Waddington Airshow 2013

Le meeting aérien de 2013 s'est tenu les 6 et 7 juillet 2013 sur la RAF Waddington et a célébré le 95e anniversaire de la Royal Air Force. Le spectacle aérien a également célébré les 70 ans des raids sur les barrages allemands de la Seconde Guerre mondiale et le 100e anniversaire du 5e escadron de la RAF Waddington. Plus de 150 000 visiteurs ont assisté au meeting en 2013, ce qui en fait le spectacle aérien militaire le plus important et le plus fréquenté du Royaume-Uni. Le meeting comportait la démonstration du Solo Türk F-16 des forces aériennes turques, ainsi que des présentateurs venus des Pays-Bas, de la Belgique, de la Pologne, de la France, de l'Italie, de la Jordanie, de la République tchèque et de nombreux autres pays.

### 2014
Le RAF Waddington Airshow de 2014 a également été largement considéré comme un succès. Des foules de plus de 135 000 personnes se sont rassemblées sur la base pendant les deux jours de spectacle, générant une somme de 260 000 £, qui a été à son tour reversée aux services et œuvres de bienfaisance locales. Cependant, 2014 serait le dernier meeting organisé sur la RAF Waddington.
La base fut concernée par un large plan de rénovation, dont une partie importante concernait la piste d'atterrissage de la base avec des travaux prévus pour 59 semaines. Cela a donc exclu un spectacle aérien en 2015.
Après avoir pesé le contenu du rapport concernant la rénovation, il a été décidé que "l'exploitation du RAF Waddington Airshow par la RAF avait entraîné" des risques importants pour la sécurité, ainsi que certains risques opérationnels. Ces risques de sécurité sont aussi liés à l’utilisation de la RAF Waddington comme base d'exploitation des drones Reaper.
En février 2016, il fut annoncé qu'après un accord entre la Royal Air Force et la Royal Air Force Charitable Trust, le lieu du meeting aérien passerait de la RAF Waddington à la RAF Scampton, dans l'espoir que ce meeting aérien soit ressuscité en 2017.